# Papa Sisini
El papa Sisinni (Síria – 650 – Roma, 4 de febrer de 708) va ser el 87è bisbe de Roma des del 15 de gener de 708 fins a la seva mort el 4 de febrer de 708. A més de ser sirià i que el seu pare es deia Joan, se sap poca cosa de la joventut o la carrera de Sisinni. En el moment de la seva elecció al tron papal, Sisinni patia una greu gota, que el deixava feble. Durant el transcurs del seu papat de  només vint dies (el quart pontificat més breu de la història del papat, Sisinni va consagrar un bisbe per a Còrsega i va ordenar el reforç de les muralles que envoltaven la capital papal de Roma. En morir, Sisinni va ser enterrat a l'antiga Basílica de Sant Pere. Va ser succeït pel papa Constantí.

## Fons

### Religiós
A finals del segle v, les esglésies d'Orient i Occident estaven dividides per la controvèrsia monofisita: l'Orient acceptava en gran manera que la naturalesa divina de Jesucrist eclipsava la seva naturalesa humana, i l'Occident (sota la guia del Concili de Calcedònia de 451 ) creia en una unió hipostàtica. Els emperadors romans d'Orient van buscar un compromís teològic per mantenir units els seus dominis, però els papes de Roma (la capital papal) sospitaven que tenien simpaties herètiques i, en conseqüència, van intentar resistir les pretensions imperials de domini sobre l'Església. En l'època del papa Martí I (649–655), les relacions entre Orient i Occident s'havien tornat increïblement tenses; a finals del segle vii, com descriu l'historiador Eamon Duffy, "[e]l requisit que el/els papa/es esperés la confirmació del seu nomenament des de Constantinoble abans de poder ser considerats es va renunciar, i l'exarca de Ravenna [el representant romà d'Orient a la península italiana ] va rebre la facultat d'emetre el mandat necessari".
El paper del papa en l'època de Sisinni, i durant el primer mil·lenni en conjunt, es limitava al de mediador. Com explica el teòleg Richard McBrien, els papes no podien nomenar tots els bisbes, ni tampoc "governar l'Església universal". Tampoc no publicaven encícliques ni catecismes, i no podien canonitzar sants ni convocar concilis ecumènics.

### Política
Els segles anteriors al regnat de Sisinni es van caracteritzar per la intervenció externa en la selecció del papa. L'Imperi Romà d'Orient oriental nomenava homes de l'aristocràcia romana per al càrrec; el regne ostrogot italià escollia membres de l'aristocràcia provincial. Com explica l'historiador Jeffrey Richards, "[e]ls motius d'això són tant polítics com socials". Els monarques d'ambdós estats es basaven en el suport dels grups que van instal·lar al tron papal. El segle vii va veure un canvi en els orígens geogràfics dels papes: només vuit de vint-i-set papes entre el 604 i el 752 eren romans, en comparació amb la xifra d'onze de disset entre el 483 i el 604. El canvi té els seus orígens en la restauració del domini romà d'Orient sobre Itàlia sota Justinià I (527–565 ), que va veure l'eliminació gradual del senat romà com a institució, ja que les famílies senatorials eren executades o fugien a l'Orient. Durant el domini del regne ostrogot sobre Roma des de finals del segle v fins a mitjans del segle vi, el senat va tenir una influència important sobre la selecció dels nous papes, però després de la reconquesta imperial, el control del tron papal ja no estava a les seves mans. En canvi, l'elecció del papa va passar a mans del clergat de Roma, el poble de la ciutat i la guarnició militar imperial. Richards argumenta que abans de la caiguda de l'Imperi Romà d'Occident el 476 i després de l'auge del Sacre Imperi Romanogermànic a Itàlia el 752, el "prestigi, poder i influència" del papa es va augmentar sota la protecció dels poders imperials, i assenyala el creixement del poder del papat durant els segles vi i vii.
El predecessor de Sisinni, Joan VII ( 705–707 ) va ser investit bisbe de Roma el mateix any que l'emperador romà Justinià II (685–695, 705–711) va ser restaurat al seu tron. Poc després de recuperar el poder, aquest últim va enviar diversos decrets de dret canònic del Concili Quinisext de 692 a Joan, qualsevol dels quals podia aprovar o rebutjar. Per por de disgustar l'emperador, el Papa va enviar els decrets de tornada a Justinià sense canvis. La qüestió dels cànons del Quinisext va continuar durant el regnat del successor de Sisinni, Constantí, que va viatjar a Constantinoble el 711 per negociar amb Orient sobre l'assumpte.

## Biografia

The Duchy of Rome (numbered 3) within the Byzantine Empire in Sisinnius' time

Es conserva poca informació sobre Sisinni abans de la seva elecció al tron papal. Gran part del que se sap d'ell es dedueix de quatre línies del Liber Pontificalis.  L'historiador Jean Durliat va afirmar que "la concisió de la seva biografia es pot interpretar com el resultat de l'aversió cap a ell per part del clergat romà, o potser un reflex de l'absència d'anomalia en una carrera eclesiàstica que va conduir naturalment al pontificat". Va néixer a Síria en una data desconeguda, com a fill d'un home anomenat Joan. Res se sap de la seva carrera eclesiàstica, però sembla probable que fos un dels cinc preveres que l'Església va enviar al sínode romà de 679 convocat pel papa Agató per debatre els problemes de l'Església anglesa. Sisinni era respectat per la seva disposició moral i recta i la seva preocupació pel poble de Roma, que políticament i militarment formava part de l'Exarcat de Ravenna. Com molts dels seus predecessors immediats, probablement no era membre de la classe alta, com ho indica l'escassetat de donacions d'or i plata durant el seu pontificat i els pontificats dels papes entre ell i el papa Honori I al segle vii.
Sisinni va ser elegit bisbe de Roma, probablement a l'octubre del 707, i va ser consagrat el 15 de gener del 708; el retard de gairebé tres mesos es va deure a l'espera de la confirmació de l'elecció de Sisinni per part de l'exarca de Ravenna.  Consagrat probablement el 15 de gener del 708, com a successor de Joan VII. Que el nomenament es produís tres mesos després de la mort de l'anterior papa, és quelcom que posa de manifest que va haver-hi dificultats entre les faccions per posar-se d'acord sobre un candidat comú que fos capaç d'enfrontar-se políticament a l'emperador Justinià II.
En el moment de la seva elecció, Sisinni estava malalt de gota i no podia alimentar-se amb les mans. Va ser un dels molts papes de l'alta edat mitjana que eren ancians, cosa que Richards explica dient que "la vellesa dels papes generalment també significava experiència" en tasques administratives o espirituals, que l'electorat hauria tingut en compte a l'hora d'escollir un nou papa. Durant el seu regnat, Sisinni va consagrar un bisbe per a Còrsega. També va ordenar la preparació de calç perquè es poguessin reforçar les muralles que envoltaven la ciutat de Roma, que en aquell moment estaven en mal estat a causa d'atacs anteriors, davant l'amenaça que suposaven l'exarca de Ravenna, els llombards i els musulmans. La tasca mai es va dur a terme, ja que Sisinni va morir a Roma el 4 de febrer després d'un regnat de vint dies. Va ser enterrat a la nau esquerra de l'antiga Basílica de Sant Pere; la seva tomba va ser destruïda al segle xvii durant la demolició de la Basílica. El següent papa elegit va ser Constantí , un altre sirià, que va ser consagrat el 25 de març de 708.